# PekWM
PekWMはXウィンドウシステム用のウィンドウマネージャである。
軽快な動作や控えめな装飾、高いカスタマイズ性が売り。
aewm++のコードを元にClaes Nästenにより開発された。
自動設定、ホットキー、ウィンドウのグループ化（タブ化）といった機能が追加されている。
またXineramaに対応している。